# Ponte Mindaugas
Il ponte Mindaugas (in lituano Mindaugo tiltas) è un ponte stradale che attraversa il fiume Neris a Vilnius, capitale della Lituania. Collega il quartiere Žirmūnai con la Città vecchia.

## Storia
Il ponte è dedicato a Mindaugas, re di Lituania dal 1253 al 1263, ed è stato inaugurato nel 2003 durante le celebrazioni per il 750º anniversario della sua incoronazione.
Il progetto è stato realizzato dagli ingegneri D. Žickis, G. Bajoras e A. Čibirka e dall'architetto di Vilnius V. Treinys, e la costruzione è stata portata avanti interamente da compagnie lituane, con l'appalto principale affidato alla compagnia Tilsta AB e con Viadukas e Kauno tiltai come subappaltatori. La costruzione è costata 17 milioni di lita.

I lavori di costruzione sono iniziati il 7 marzo 2002 e il ponte è stato inaugurato il 6 luglio 2003 con una cerimonia a cui hanno partecipato, oltre al sindaco della città, l'allora primo ministro Algirdas Brazauskas ed il presidente Valdas Adamkus.

## Descrizione

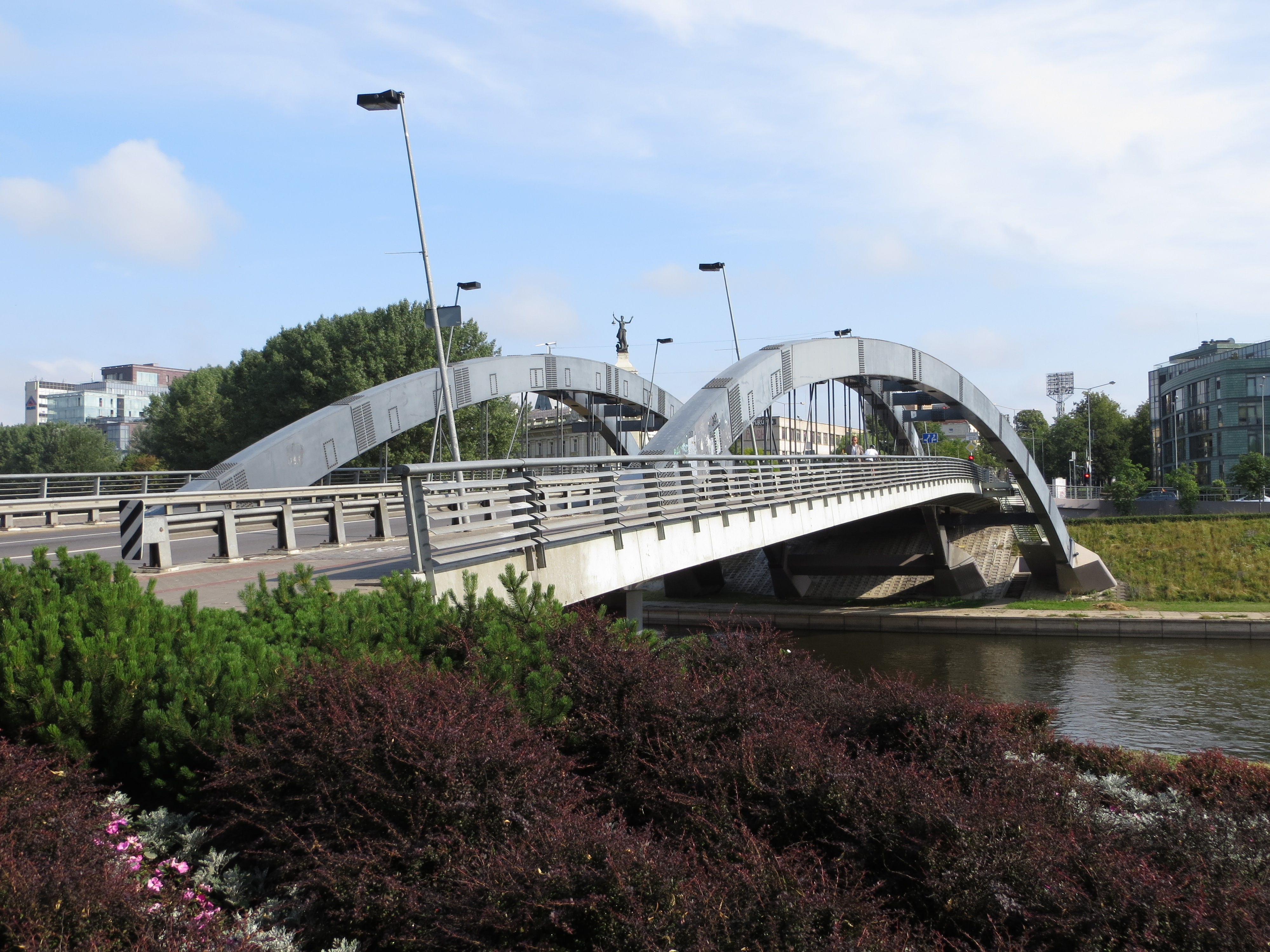
Dettaglio del ponte con vista dell'impalcato

Il ponte è lungo complessivamente 101 metri. La carreggiata stradale, che ospita tre corsie, è larga 11,25 metri, mentre la larghezza complessiva dell'impalcato, comprese anche le due corsie pedonali e ciclabili di 4.25 metri ai lati della sede stradale, è di 19,7 metri.
L'impalcato poggia su una struttura di travi in acciaio sorretta da due grandi archi metallici collegati alle due estremità del fiume Neris. Gli archi in acciaio sono stati montati sulla riva del fiume e poi trasportati in posizione grazie a dei pontoni. Sono stati quindi collegati alle fondamenta in calcestruzzo armato situati sulle rive del fiume e sono state installate le travi in acciaio su cui poggia l'impalcato.